# Kim Hyun-hee
Kim Hyun-hee (kor. 김현희, ur. 27 stycznia 1962 w Kaesŏng) – północnokoreańska agentka, odpowiedzialna za katastrofę lotu Korean Air 858.

## Wczesne życie
Ojciec Kim Hyun-hee był dyplomatą w reżimie Kim Ir Sena. W 1963 roku ojciec Kim Hyun-hee otrzymał skierowanie do ambasady na Kubie. Ojciec wraz z rodziną przeprowadzili się na 5 lat na wyspę. Rodzina Kim Hyun-hee wróciła do Korei Północnej, gdy Hyun-hee miała rozpocząć naukę w szkole podstawowej. Jako nastolatka trafiła do Korpusu Młodzieży, gdzie patrolowała ulice w poszukiwaniu kobiet, które łamią zakaz noszenia spodni.
Kariera Kim Hyun-hee rozwinęła się po wysłaniu przez nieznaną osobę kandydatury producentom filmów propagandowych. Dzięki udziałowi w filmie dostała się na Uniwersytet im. Kim Ir Sena oraz objęła stanowisko przewodniczącej Korpusu Młodzieży.
W wieku 18 lat trafiła do obozu szkoleniowego w Keumsung. Tam przeszkolono ją na agentkę oraz nakazano jej zmienić nazwisko na Kim Ok-hwa. Po trzyletnim szkoleniu na agentkę, Kim Hyun-hee poznała agenta Kim Seung-ila, z którym rozpoczęła współpracę. W ramach działań, agenci przedstawili siebie jako rodzinę, w której Seung-il był dziadkiem Hyun-hee. Przed akcjami politycznymi agentów wysłano do Europy Zachodniej w celu sprawdzenia, czy nie ulegają wpływowi świata zachodniego.

## Zamach bombowy
W 1987 roku para agentów otrzymała rozkaz zniszczenia samolotu Korean Air 858 należącego do Korei Południowej. Rozkaz wydano na papierze, który został podpisany przez Kim Dzong Ila. Reżim przekonał Kim Hyng-Hee oraz Kim Seung-ila, że wywołanie chaosu zniechęci wiele państw do wzięcia udziału w organizowanej przez Południe Letnich Igrzyskach Olimpijskich, zaś sam zamach przyspieszy połączenie obu Korei w jedno państwo.
W ramach akcji terrorystycznej, obaj agenci podszyli się pod japońską rodzinę, w której Kim Hyun-hee została córką Kim Seung-ila. Kim Hyun-hee w fałszywym paszporcie została przedstawiona jako Mayumi Hachiya. Z Pjongjangu terroryści polecieli do Moskwy (12 listopada 1987), a później trafili do Budapesztu i Wiednia. Na Węgrzech i w Austrii zostali kilka dni, spędzając czas na zwiedzaniu stolic. Z Wiednia agenci polecieli do Belgradu (24 listopada 1987), gdzie zameldowali się w hotelu Metropolitan, spędzając w mieście cztery dni. Z Jugosławii agenci polecieli do Bagdadu, 28 listopada 1987 o godzinie 14:30. Na lotnisku w Iraku spotkali północnokoreańskich dyplomatów, którzy przekazali im materiały wybuchowe. Zestaw umieszczono w skórzanej torbie – był to zdalnie sterowany zapalnik na baterię w przenośnik radiu oraz butelkę 0,7 litrową z PLX (mieszanką nitrometanu i etylenodiaminy o sile większej niż nitrogliceryna).
Podczas kontroli straży granicznej, iracka funkcjonariusza skupiła swoją uwagę na radiu i bateriach, nie zwracając uwagi na znajdującą się w torbie butelkę z substancją wybuchową. Kim Hyun-hee powiedziała, że radia zapomniała włożyć do głównego bagażu, co pozwoliło jej wnieść urządzenie. Po przejściu kontroli bezpieczeństwa przez Hyun-hee, agentka uruchomiła zapalnik czasowy w toalecie oraz umieściła w samolocie torbę w schowku na bagaż. Podczas lotu samolot zatrzymał się w Abu Zabi. Tam „córka” z „ojcem” wysiedli z samolotu i planowali lot do Rzymu przez Amman i dalej do Wiednia, wprost do wiedeńskiej ambasady KRLD. W przypadku niepowodzenia, agenci otrzymali paczki papierosów marlboro, gdzie obok normalnych papierosów znajdował się papieros z kapsułką cyjanku naznaczony czarnym tuszem.
Samolot eksplodował 29 listopada 1987 około godziny 6 rano czasu lokalnego nad Morzu Andamańskim. W katastrofie zginęło 115 pasażerów i członków załogi. Gdy światowe agencje zaczęły informować o tragedii, Kim Seung-il i Kim Hyun-hee kupowali na lotnisku w Bahrajnie bilety na lot do Rzymu. Na samolot musieli czekać całą noc, przez co zdecydowali się spędzić czas w hotelu InterContinental. Wkrótce potem ambasady Japonii i Korei Południowej zainteresowali się rzekomymi japońskimi pasażerami, którzy wysiedli w Abu Zabi. Ambasadorzy odwiedzili w hotelu agentów, rozmawiając z nimi po angielsku o katastrofie nad Morzem Andamańskim. Seung-il zauważył, że rzekomi goście zaczęli coś podejrzewać.
30 listopada 1987 rankiem, Kim Hyun-hee oraz Kim Seung-il ustawili się w kolejce do samolotu. Podczas pobytu poproszono ich o ponowne pokazanie paszportów oraz o wyjście z szeregu oczekujących. Samolot do Rzymu odleciał bez nich. Wkrótce potem mężczyzna z paszportami wrócił i nakazał pozostać terrorystom na miejscu z powodu wydanego rozkazu od japońskiej ambasady w Bahrajnie. W tym samym czasie służby Tokio odkryły na podstawie odcisków palców, że Kim Seung-il posługiwał się nieważnym paszportem zmarłego kilka lat wcześniej mężczyzny. Na lotnisku Kim Seung-il szepnął do Hyun-hee, aby przegryzła ampułkę. Sam sięgnął po paczkę z papierosami i zaczął palić. Do hali weszło pięciu policjantów, którzy nakazali udać się do punktu kontroli. Sprawdzający nie zwrócili uwagi na papierosy. Kim Hyun-hee włożyła do ust zatrute Marlboro i przegryzła filtr. Przed mgłę widziała celniczkę, która krzycząc i machając rękami pobiegła w jej stronę. W tym samym momencie filtr ugryzł Kim Seung-il, który zmarł w ułamku sekundy.
Z niewiadomych przyczyn Kim Hyun-hee przeżyła próbę samobójstwa. Wkrótce potem przeprowadzono ekstradycję do Seulu, gdzie na proces czekała cała Korea Południowa, a w szczególności rodziny ofiar. Podczas procesu sądowego oskarżała za zamach reżim Kim Ir Sena, ujawniając szczegółowo proces szkolenia agentów oraz zleceniodawcę. Wierzyła, że przeprowadzony zamach zbliży oba państwa koreańskie do zjednoczenia. Adwokaci oskarżonej przekonywali sąd, że dziewczyna w wyniku indoktrynacji została poddana „praniu mózgu”, działając dla dobra relacji międzykoreańskich. 7 marca 1989 roku została skazana na karę śmierci, jednak wkrótce potem prezydent Korei Południowej Roh Tae-woo ułaskawił terrorystkę.

## Dalsze życie
Po wyjściu na wolność wyszła za mąż za swojego ochroniarza. Sporadycznie wydaje pisemne oświadczenia na temat reżimu północnokoreańskiego. Nawróciła się na chrześcijaństwo.
W 2006 roku opublikowała w Szwajcarii autobiografię The Tears of My Soul. W 2010 roku spotkała się w Japonii z porwanymi przez reżim północnokoreański obywatelami japońskimi. Podróż do Japonii skrytykowano za zignorowanie prawa imigracyjnego oraz naruszenia przez Kim Hyun-hee prawa. W Japonii spotkała się z byłym premierem Yukio Hatoyamem.
Obecnie mieszka w nieznanym miejscu w Seulu w obawie przed odwetem ze strony Pjongjangu lub rodzin ofiar zamachu. Do dzisiaj nie wie, co się stało z jej rodziną.